# Carrosse à cinq sols

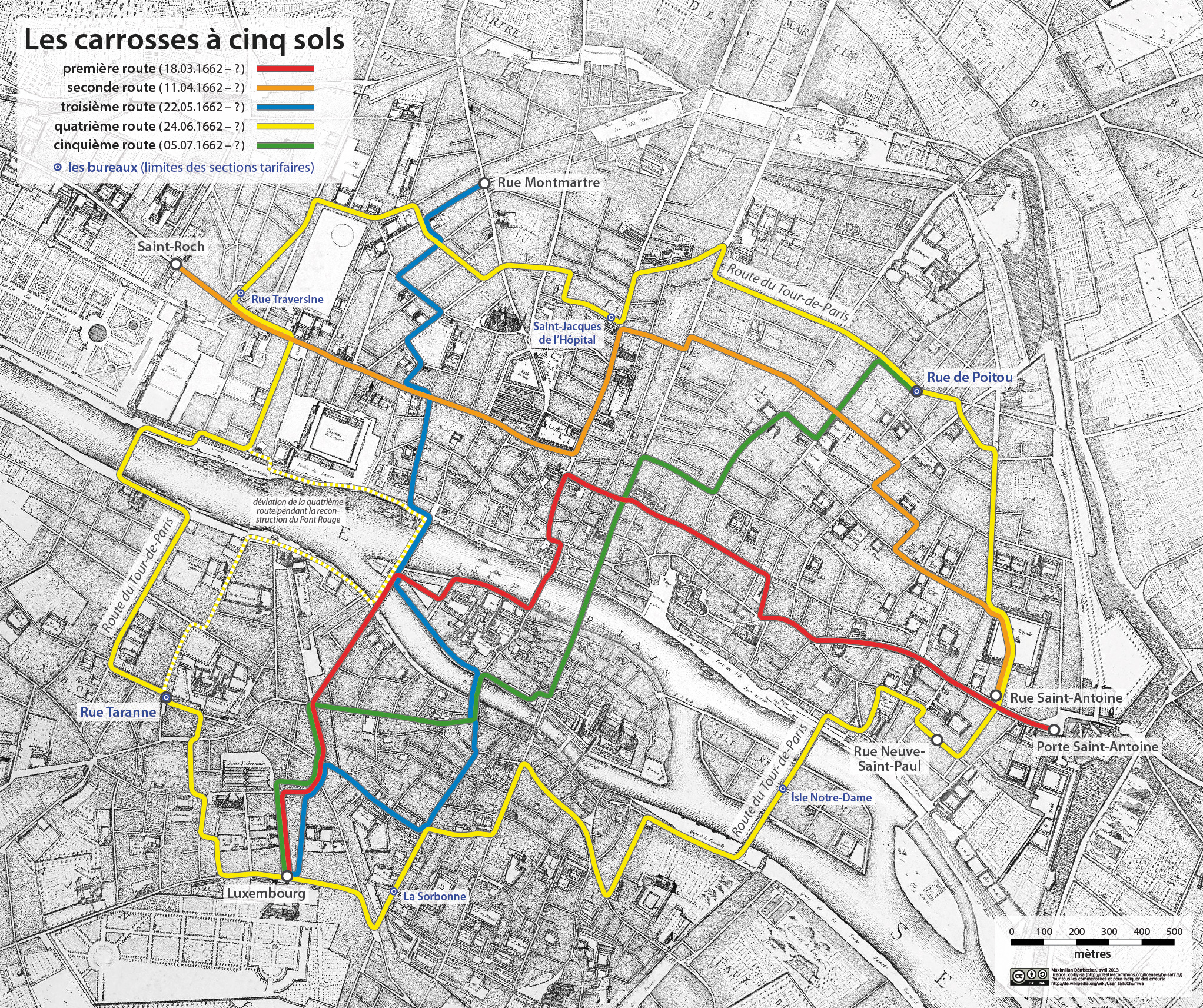
Plan des lignes des carrosses à cinq sols.

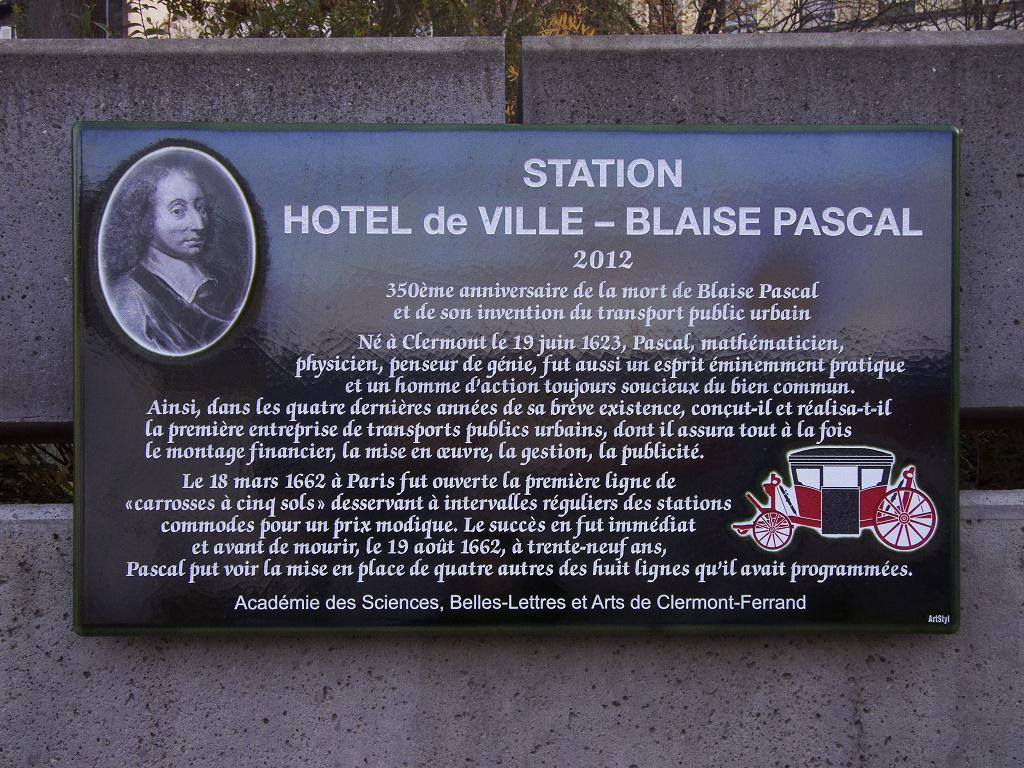
Plaque commémorative du du lancement, à Paris, des carrosses à cinq sols ; cette plaque est située à Clermont-Ferrand, lieu de naissance de Blaise Pascal.

Les carrosses à cinq sols constituent la première expérience au monde de transport en commun urbain, concept développé par le philosophe et mathématicien Blaise Pascal. 
Cinq lignes relient plusieurs quartiers de Paris à partir du 18 mars 1662. Les restrictions sur la clientèle imposées par le parlement de Paris, ainsi que la hausse des tarifs, amènent l'entreprise à péricliter quinze ans plus tard : elle disparaît en 1677.

## Histoire
Jusqu'au XIXe siècle, l'extension limitée des agglomérations ainsi que l'étroitesse de la voirie d'origine médiévale ne justifient pas la mise en place de transports publics, en outre la majorité des acteurs économiques résident sur leur lieu de travail. 
Dans la seconde moitié du XVIIe siècle, la capitale du royaume de Louis XIV compte cependant déjà plus de cinq cent mille habitants ce qui en fait la seconde ville la plus peuplée du monde occidental après Londres. On y dénombre 500 rues principales, 100 places ou placettes, 9 ponts et 22 000 maisons. La plupart des citadins vont à pieds. On peut à la rigueur être véhiculé en chaise à porteurs. Seuls une minorité de très riches peuvent se permettre d’user du carrosse, car posséder un carrosse signifie l’avoir acheté, l’entretenir, le remiser et posséder quatre à six chevaux, qu'il faut nourrir, tout cela dans une grande ville où l’espace est cher.  Aussi l’idée apparaît-elle de louer de tels véhicules : ce sont, à partir de 1637 à Paris, les fameux « fiacres », louables à la demi-journée, à la journée ou même, après contrat notarié, pour un certain nombre de journées par an. 

Une première initiative de création de transport omnibus parisien remportera donc un bref mais franc succès. 
En novembre 1661, Blaise Pascal fonde une société avec le duc de Roannez (Artus Gouffier de Roannez), gouverneur et lieutenant-général de la province de Poitou, le marquis de Sourches, chevalier des ordres du roi et grand Prévôt de l'Hôtel, Simon Arnauld de Pomponne, neveu du Grand Arnauld et le marquis de Crenan, grand échanson de France. Notons que Pascal investit dans cette entreprise capitaliste l'essentiel de sa fortune, mais meurt le 26 août 1662 avant de pouvoir en tirer sa part de bénéfices qui se monterait - d'après Jean Mesnard - à 6 500 livres par an les premières années.
Les quatre hommes présentent une requête pour être autorisés à exploiter des « carrosses qui feraient toujours les mêmes trajets dans Paris d'un quartier à l'autre, savoir les plus grands pour cinq sols marqués… et partiraient toujours à heures réglées, quelque petit nombre de personnes qui s'y trouvassent, même à vide s'il ne se présentait personne, sans que ceux qui se serviraient de cette commodité fussent obligés de payer plus que leurs places. ».
Les carrosses sont institués par un arrêt du Conseil du Roi en date 19 janvier 1662 : le roi Louis XIV signe les lettres patentes donnant l'autorisation d'établir le nouveau service, et accorde le monopole de cette institution. Après des essais réalisés le 26 février, cinq routes sont progressivement mises en place.

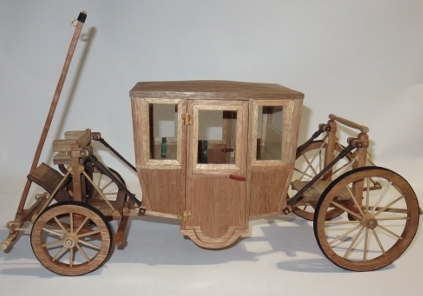
Maquette en bois à l'échelle 1/10e du carrosse à cinq sols, réalisée par M. René Geoffre (visible dans l'espace Blaise Pascal du Musée Lecoq).

Le 18 mars 1662, une première ligne relie la porte Saint-Antoine au palais du Luxembourg en passant par la rue de la Verrerie, le pont au Change, le pont Neuf et la rue Dauphine et rencontre immédiatement un grand succès : 

« la chose a réussi si heureusement que, dès la première matinée, il y eut quantité de carrosses pleins et il y alla même plusieurs femmes. »

Le 11 avril suivant, une seconde ligne relie la rue Saint-Antoine à la rue Saint-Denis via la place Royale (place des Vosges) et la rue des Francs-Bourgeois.
Le 2 mai, un troisième itinéraire relie le palais du Luxembourg à la rue Montmartre par le pont Saint-Michel, le pont Neuf et la place des Victoires. Le 24 juin, une quatrième route ouvre à son tour : cet itinéraire est circulaire, et présente une innovation, le sectionnement tarifaire, avec un prix variant selon la longueur du parcours effectué. L'itinéraire est divisé en six tronçons séparés par des bureaux : le voyageur doit repayer cinq sols lorsqu'il passe deux bureaux. Enfin le 5 juillet, un cinquième et dernier itinéraire relie le Luxembourg à la rue de Poitou par le pont Notre-Dame et la rue Saint-Martin.
Les voitures sont tirées par quatre chevaux et conduites par un cocher et un laquais. Chacun porte une casaque bleue aux armes du roi et de la Ville de Paris. Ces voitures sont lourdes et mal suspendues par de grosses courroies de cuir ; elles comportent huit places. Elle s'arrêtent à la demande pour laisser monter ou descendre les voyageurs tout au long de la route et le tracé assorti de nombreux croisements entre les cinq trajets autorisait des correspondances pratiques comparables à celles du métro moderne.
Le nouveau service est inauguré en grande pompe et accueilli très favorablement par la population. Toutefois, à l'encontre du projet initial et en dépit de la volonté royale, le caractère omnibus disparaît, le service devient un privilège car, dès le 7 février 1662, un édit du parlement de Paris  impose des restrictions quant à la qualité des voyageurs : « soldats, pages, laquais et autres gens de livrée, même les manœuvres et gens de bras, ne pourront entrer les dits carrosses, pour la plus grande commodité et liberté des bourgeois et des gens du mérite. ». Ces limitations, du reste difficiles à imposer en pratique, provoquent l'hostilité de la part du peuple et de violentes manifestations. L'augmentation du prix de cinq à six sols achève de rendre les carrosses impopulaires. Pour rétablir le calme, une ordonnance de police menace « du fouet et de plus grande punition » quiconque apporterait quelque trouble à la bonne marche du service.
Aucun document ne permet de dater la disparition des carrosses. Certains historiens estiment que le service a disparu au bout de quelques années ; si le sieur de Givry reprend en 1674 au duc de Roannez le privilège des carrosses à cinq sols, matérialisant l'existence du privilège royal, cela ne démontre nullement l'existence effective du service à cette date. Néanmoins, selon Marc Gaillard, les carrosses disparaissent en 1677.

## Épilogue
Les carrosses à cinq sols présentent dès le XVIIe siècle les caractéristiques essentielles des transports en commun modernes : les véhicules suivent un itinéraire fixe, avec des départs à intervalle régulier (sept minutes et demie pour la première ligne) et un tarif fixe en fonction du trajet. Mais ce système novateur est peut-être trop en avance sur son temps. 

L'attachement des élites parlementaires à la hiérarchie sociale entraîne - contre l'avis du Roi-Soleil - une limitation de l'usage de ce service qui lui est finalement fatale.
 Les besoins de transports en commun urbains ne s'imposeront en France qu'un siècle et demi plus tard, sous l'influence de la révolution industrielle, de l'extension urbaine et d'une ségrégation socio-spatiale croissante. Il en résultera l'apparition des omnibus en 1823 à Nantes, puis en 1828 à Paris. Jusqu'à cette date, les transports en commun disparaissent totalement du paysage urbain, laissant la place aux transports individuels, de louage ou privés.